# Porxada del carrer Canal (Cabanes)
Porxada del carrer Canal és una porxada del municipi de Cabanes (Alt Empordà) inclosa en l'Inventari del Patrimoni Arquitectònic de Catalunya.

## Descripció
Situada dins del nucli urbà de la població de Cabanes, al bell mig del terme, formant cantonada entre els carrers Canal i Tetuan.
Es tracta d'una porxada situada als baixos d'un edifici de planta rectangular. Està formada per vuit arcs de mig punt bastits amb maons i sostinguts per pilars quadrats, amb basament i les impostes destacades. L'espai interior està cobert per una successió de voltes d'aresta, bastides amb maons disposats a pla i recolzades a la façana de l'edifici. Damunt de l'arc orientat al carrer Tetuan hi ha una placa commemorativa de la construcció de la porxada: "SOLAR PUBLICO DE BOVEDAS EDIFICADAS POR JUAN ALBERT AÑO 1858".

## Història
El carrer del Canal suposa el primer eixample urbà de la vila durant el segle xviii.
Porxada edificada l'any 1858 per l'arquitecte Juan Albert, tal com ho testimonia una placa de metall que es pot apreciar a la part superior d'un dels arcs.